# Monica Pimentel
Monica Fiorella Pimentel Rodriguez (7 januari 1989 ) is een Arubaanse taekwondo-beoefenaar en Olympisch atleet. Tijdens de Olympische Zomerspelen van 2016 in de klasse tot 49 kg voor vrouwen werd ze in de voorrondes uitgeschakeld door de Franse Yasmina Aziez.
Pimentel is coach van Taekwondo Team Aruba, de groep atleten die Aruba vertegenwoordigt op internationale taekwondokampioenschappen. Zij is de oprichter van Impact Taekwondo en is actief als taekwondo-instructeur. Ze is lid van de raad van bestuur van het Comité Olímpico Arubano (COA).